# 鍾定一
鍾定一，香港粵語流行曲唱片監製，現職新力音樂娛樂（香港）。曾是1960年代六人樂隊D'Topnotes的成員。1970年代中，鍾定一與陳潔靈和葉振棠等人組成的The New Topnotes(新特樂樂隊)，2006年曾重組演出。

## 外部連結
- 鍾定一在香港影庫上的簡介